# 4782 Gembloux
4782 Gembloux è un asteroide della fascia principale. Scoperto nel 1980, presenta un'orbita caratterizzata da un semiasse maggiore pari a 2,8367393 UA e da un'eccentricità di 0,0761496, inclinata di 1,34291° rispetto all'eclittica.
L'asteroide è dedicato all'omonima località belga.